# Junonia triocellata
Junonia triocellata är en fjärilsart som beskrevs av Embrik Strand 1911. Junonia triocellata ingår i släktet Junonia och familjen praktfjärilar. Inga underarter finns listade i Catalogue of Life.